# Nuoto ai Giochi della IX Olimpiade - 100 metri dorso maschili
La competizione 100 metri dorso maschili di nuoto dei Giochi della IX Olimpiade si è svolta dal 7 al 9 agosto 1928 al Olympic Sports Park Swim Stadium di Amsterdam.

## Risultati

### Primo turno
Si disputò il 7 agosto. I primi due di ogni serie più il miglior tempo degli esclusi furono ammessi alle semifinali.
| Pos. | Concorrente      | Nazione     | Tempo  |
| ---- | ---------------- | ----------- | ------ |
| 1    | George Kojac     | Stati Uniti | 1'09"2 |
| 2    | Toshio Irie      | Giappone    | 1'13"4 |
| 3    | Albert Schumberg | Germania    | 1'16"6 |
| 4    | Roland Johansson | Svezia      | 1'17"4 |

| Pos. | Concorrente    | Nazione       | Tempo  |
| ---- | -------------- | ------------- | ------ |
| 1    | Walter Laufer  | Stati Uniti   | 1'12"8 |
| 2    | John Besford   | Gran Bretagna | 1'15"0 |
| 3    | Aladár Bitskey | Ungheria      | 1'15"6 |
| 4    | Johann Schulz  | Germania      | 1'17"2 |

| Pos. | Concorrente   | Nazione       | Tempo  |
| ---- | ------------- | ------------- | ------ |
| 1    | Tom Boast     | Australia     | 1'17"0 |
| 2    | Gérard Blitz  | Belgio        | 1'18"8 |
| 3    | Len Moorhouse | Nuova Zelanda | 1'20"4 |

| Pos. | Concorrente    | Nazione       | Tempo  |
| ---- | -------------- | ------------- | ------ |
| 1    | Ernst Küppers  | Germania      | 1'14"0 |
| 2    | Willie Francis | Gran Bretagna | 1'16"4 |
| 3    | Émile Zeibig   | Francia       | 1'20"0 |
| 4    | Eugène Kuborn  | Lussemburgo   |        |

| Pos. | Concorrente    | Nazione     | Tempo  |
| ---- | -------------- | ----------- | ------ |
| 1    | Paul Wyatt     | Stati Uniti | 1'14"0 |
| 2    | Eskil Lundahl  | Svezia      | 1'14"4 |
| 2    | Munroe Bourne  | Canada      | 1'14"4 |
| 4    | Shourai Kimura | Giappone    |        |

### Semifinali
Si disputarono l'8 agosto. I primi tre di ogni serie ammessi alla finale.
| Pos. | Concorrente    | Nazione       | Tempo  |
| ---- | -------------- | ------------- | ------ |
| 1    | George Kojac   | Stati Uniti   | 1'10"0 |
| 2    | Toshio Irie    | Giappone      | 1'14"0 |
| 3    | John Besford   | Gran Bretagna | 1'14"8 |
| 4    | Munroe Bourne  | Canada        |        |
| 5    | Eskil Lundahl  | Svezia        |        |
| 6    | Willie Francis | Gran Bretagna |        |

| Pos. | Concorrente   | Nazione     | Tempo  |
| ---- | ------------- | ----------- | ------ |
| 1    | Walter Laufer | Stati Uniti | 1'12"6 |
| 2T   | Paul Wyatt    | Stati Uniti | 1'14"2 |
| 2T   | Ernst Küppers | Germania    | 1'14"2 |
| 4    | Tom Boast     | Australia   |        |
| -    | Gérard Blitz  | Belgio      | DNS    |

### Finale
Si disputò il 9 agosto.
| Pos.    | Concorrente   | Nazione       | Tempo  |
| ------- | ------------- | ------------- | ------ |
| Oro     | George Kojac  | Stati Uniti   | 1'08"2 |
| Argento | Walter Laufer | Stati Uniti   | 1'10"0 |
| Bronzo  | Paul Wyatt    | Stati Uniti   | 1'12"0 |
| 4       | Toshio Irie   | Giappone      | 1'13"6 |
| 5       | Ernst Küppers | Germania      | 1'13"8 |
| 6       | John Besford  | Gran Bretagna | 1'15"4 |